# Jegor Borissowitsch Michailow
Jegor Borissowitsch Michailow (russisch Егор Борисович Михайлов; * 23. Juli 1978 in Moskau, Russische SFSR) ist ein ehemaliger russischer Eishockeyspieler, der zuletzt beim EHC Visp in der Schweizer National League B unter Vertrag stand. Seit seinem Karriereende arbeitet er als Trainer in der Organisation des HK ZSKA Moskau. Sein Vater Boris war ebenfalls ein Eishockeyspieler und -trainer.

## Karriere
Jegor Michailow begann seine Karriere als Eishockeyspieler in der Jugend von SKA Sankt Petersburg, für dessen Profimannschaft er von 1994 bis 1996 in der russischen Superliga aktiv war. Anschließend spielte er ein Jahr lang für die Spokane Chiefs in der kanadischen Juniorenliga Western Hockey League, bevor er für eine weitere Spielzeit nach Sankt Petersburg zurückkehrte. Es folgten drei Jahre beim HK ZSKA Moskau, den er vor der Saison 2001/02 verließ, als er sich dem amtierenden russischen Meister HK Metallurg Magnitogorsk anschloss. Im Sommer 2003 kehrte der Angreifer erneut nach Sankt Petersburg zurück, mit dem er zwei Mal in Folge die Playoffs verpasste. Im Anschluss an die Saison 2004/05 wurde Michailow vom amtierenden Meister HK Dynamo Moskau verpflichtet, mit dem er 2006 den einzigen Titel seiner Laufbahn erreichte, als er sich mit seiner Mannschaft im Finale um den IIHF European Champions Cup gegen Kärpät Oulu aus der finnischen SM-liiga durchsetzte. Im Laufe der Saison 2006/07 wechselte der Flügelspieler zu seinem Ex-Club HK ZSKA Moskau, den er allerdings am Ende der Spielzeit wieder verließ. Von 2007 bis 2009 spielte er für Metallurg Nowokusnezk, zunächst in der Superliga und in der Saison 2008/09 in der neugegründeten Kontinentalen Hockey-Liga.
Zur Saison 2009/10 wurde Michailow vom HK ZSKA Moskau verpflichtet. Nach eineinhalb Jahren wechselte er im Januar 2011 innerhalb der KHL zum Stadtnachbarn HK Spartak Moskau, für den er bis 2012 55 KHL-Partien absolvierte. Im Mai 2012 erhielt er einen Vertrag bei Amur Chabarowsk, der jedoch kurz vor Saisonbeginn aufgelöst wurde. 2013 wechselte er in die Schweiz zum HC Red Ice in die National League B. Nach einer Saison dort unterschrieb er im April 2014 einen Vertrag beim EHC Visp und beendete 2015 seine Karriere.

## Erfolge und Auszeichnungen
- 1998 Silbermedaille bei der Junioren-Weltmeisterschaft
- 2006 IIHF-European-Champions-Cup-Gewinn mit dem HK Dynamo Moskau

## KHL-Statistik
(Stand: Ende der Saison 2010/11)